# Asterella muscicola
Asterella muscicola là một loài rêu trong họ Aytoniaceae. Loài này được Stephani S.W. Arnell mô tả khoa học đầu tiên năm 1963.